# 学校法人中央大学
学校法人中央大学（がっこうほうじんちゅうおうだいがく）は、日本の学校法人。

## 設置教育機関
- 中央大学
- 中央大学附属中学校・高等学校
- 中央大学附属横浜中学校・高等学校
- 中央大学杉並高等学校
- 中央大学高等学校

## 歴史

### 年表
- 1885年 - 英吉利法律学校を設置。
- 1889年 - 英吉利法律学校を東京法学院と改称。
- 1903年 - 東京法学院を東京法学院大学と改称。
- 1905年 - 東京法学院大学を中央大学と改称｡
- 1919年 - 社団法人より財団法人に組織変更。
- 1920年 - 中央大学を専門学校令に基づく大学から、大学令に基づく大学に組織変更。
- 1926年 - 神田錦町から神田駿河台に移転。
- 1928年 - 中央大学商業学校を設置。
- 1944年 - 中央工業専門学校設置｡
- 1948年 - 中央大学商業学校を中央大学高等学校に改組。
- 1949年 - 中央大学を新制大学として設置｡中央工業専門学校を廃して中央大学に工学部を設置｡
- 1951年 - 旧制専門部廃止。財団法人より学校法人に組織変更。学校法人杉並高等学校と合併。杉並高等学校を中央大学杉並高等学校に改称。
- 1953年 - 旧制学部最後・新制学部最初の卒業式を挙行。文学部・工学部教養課程、後楽園キャンパスで授業開始。
- 1962年 - 旧制中央大学廃止。
- 1963年 - 中央大学杉並高等学校を中央大学付属高校と改称。中央大学杉並高校を設置。
- 1978年 - 神田駿河台から八王子に移転。
- 2010年 - 中央大学付属高校に中学を併設。学校法人横浜山手学園と合併。横浜山手女子中高を中央大学横浜山手中高と改称。

### 前身校時代の校長・学長
英吉利法律学校校長
| 代   | 氏名       | 就任時期               |
| ---- | ---------- | ---------------------- |
| 初代 | 増島六一郎 | 1885年9月 - 1889年10月 |

東京法学院院長
| 代     | 氏名       | 就任時期               |
| ------ | ---------- | ---------------------- |
| 初代   | 増島六一郎 | 1889年10月 - 1891年4月 |
| 第二代 | 菊池武夫   | 1891年4月 - 1903年8月  |

東京法学院大学学長
| 代   | 氏名     | 就任時期           |
| ---- | -------- | ------------------ |
| 初代 | 菊池武夫 | 1903年8月 - 1905年 |

- 1903年より「専門学校令」による大学。

## 参考資料
- 『中央大学百年史』
- 『日本官僚制総合事典 1868-2000』（秦郁彦,東京大学出版会, 2001年）